# Station Maurois
Station Maurois is een spoorwegstation in de Franse bij de gemeente Maurois, maar op het grondgebied van de gemeente Honnechy.
Het wordt bediend door treinen van de TER Hauts-de-France.